# Die Mauer - Il muro
Die Mauer - Il muro è un film italiano del 2019 diretto da Riccardo Salvetti.
Il lungometraggio è stato realizzato col supporto della Film Commission Regione Emilia Romagna ed è stato patrocinato dal Progetto Atrium Archiviato il 22 febbraio 2020 in Internet Archive. del Consiglio europeo.

## Trama
Sette testimoni della divisione della Germania nel secondo dopo guerra entrano in scena. Le loro testimonianze diventano il racconto in chiave documentaristico-teatrale di una inchiesta giornalista condotta sul campo dai due narratori e interpreti Marco Cortesi e Mara Moschini.
Peter Fechter ha 18 anni e la sua ragazza è per lui la cosa più importante. Quando il 12 agosto 1961 la città viene tagliata a metà, i due si ritrovano divisi. Deciso a raggiungerla, Peter tenta di scavalcare la frontiera. La sua fuga viene però arrestata dalle raffiche di AK-47. Il ragazzo morirà dissanguato ai piedi del Muro senza che nessuno (né da parte sovietica né americana) intervenga. La sua morte lasciò la città di Berlino sotto shock.
Hans Weidner è l'autista di un vecchio autobus malconcio. Quando la Stasi, la polizia segreta della DDR, decide di arrestare lui e la sua famiglia per non essersi piegati alle richieste del partito, Hans non ha altra scelta se non fuggire. La sua sarà una delle fughe più incredibili: dopo aver corazzato il proprio autobus come un carro armato, Hans e la sua famiglia si lanciano a piena velocità contro il Muro decisi a sfondare la parete.
Gina adora la fotografia e i Pink Floyd. Quando nel giugno del 1988 il celebre gruppo inglese si esibisce oltre il Muro a Berlino Ovest, Gina assiste esterrefatta alla violenta carica dei Vopos contro i ragazzi presenti in strada. La ragazza documenta il tutto scattando alcune foto. Questo gesto la condannerà a quasi due anni di carcere tra umiliazioni e interrogatori.
9 novembre 1989: l'impertinente domanda di un giornalista italiano (Riccardo Ehrman), il coraggio di migliaia di persone e la determinazione di Michail Gorbačëv, porteranno inaspettatamente alla caduta del Muro evitando un vero e proprio bagno di sangue nel cuore dell’Europa.

## Produzione
Basato sull'omonimo spettacolo di teatro civile di Marco Cortesi e Mara Moschini, il film è stato finanziato da una campagna di crowdfunding e dal sostegno di numerose istituzioni e sponsor. Il film ha visto la partecipazione di numerosi testimoni tedeschi unitamente all'utilizzo di immagini di repertorio inedite firmate dal fotografo Gabriele Savoia.

## Distribuzione
Il film è stato mandato in onda in anteprima su reti Rai in occasione del trentennale della caduta del Muro di Berlino (9 novembre 2019). Il film è poi stato distribuito in sala ed ora in streaming su Amazon Prime Video.

## Riconoscimenti
- 2020 - Social World Film Festival [3]
  - Official Selection - Sezione: La notte del Cinema
- 2020 - Inventa un film (Lenola):
  - Vincitore del premio "miglior documentario" e del premio "messaggio importante"
- 2020 - Orlando Film Festival:
  - Candidature per la migliore sceneggiatura, per il miglior attore e per la migliore attrice